# Radar à balayage conique
Pour les articles homonymes, voir radar (homonymie).

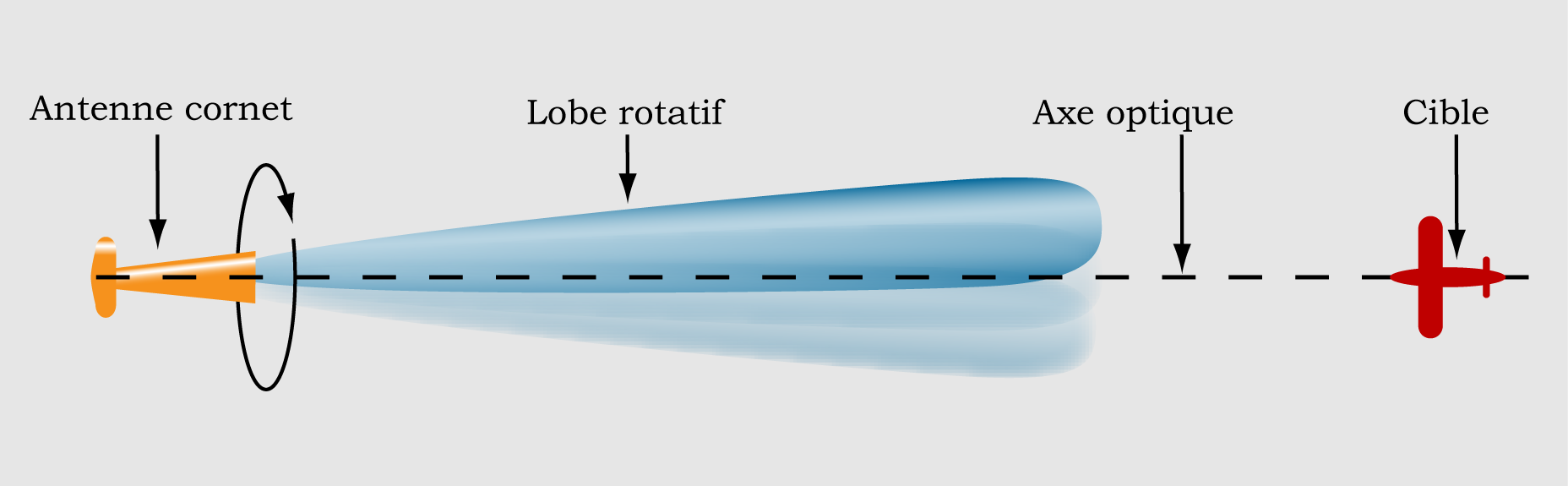
Lobe rotatif d'un système à balayage conique.

Un radar à balayage conique est un type de radars qui utilise une technique relativement ancienne pour améliorer la précision de la poursuite des cibles. Il s'agit d'une méthode d'écartométrie où le faisceau émis est légèrement décalé sur l'un des côtés de l'axe optique de l'antenne, puis, en faisant tourner le réflecteur secondaire de l'antenne à l'aide d'un moteur, fait que le lobe de rayonnement tourne autour de cet axe optique. 
Ce type de radar a remplacé le système plus ancien de radiodétection à commutation des lobes utilisé durant la Seconde Guerre mondiale par certains radars. Il a lui-même été supplanté par le radar monopulse. Par contre, le Deep Space Network utilise encore le concept pour maintenir au plus près la communication avec les sondes spatiales et les sondes Pioneer 10 et Pioneer 11, stabilisées par rotation sur leur axe, font de même pour maintenir le contact avec la Terre,.

## Principe

Variation de l'intensité de l'écho sondé par le lobe rotatif d'un système à balayage conique.

Une antenne radar primaire classique émet un faisceau ayant une certaine largeur angulaire (typiquement de quelques degrés). Ceci est suffisant pour repérer des cibles distantes mais la résolution azimutale et verticale n'est pas meilleure que la largeur du faisceau. Pour poursuivre une cible et donner une position précise pour guider un tir anti-aérien, il faut améliorer la résolution jusqu'à 0,1 degré d'angle. Ceci est obtenu par le sondage conique où le faisceau émis est légèrement décalé sur l'un des côtés de l'axe optique de l'antenne, puis, en faisant tourner le réflecteur secondaire de l'antenne à l'aide d'un moteur, fait que le lobe de rayonnement tourne autour de cet axe optique.
Une cible centrée sur l'axe optique sera alors en permanence placée au barycentre du lobe et renverra donc un signal de niveau constant. Si la cible est sur le côté, elle ne renverra d'écho que lorsque le lobe — au cours de sa rotation — sera pointé vers elle, il en résultera un signal moyen plus faible, ou intermittent si la vitesse de rotation est suffisamment lente ce qui se traduit par une modulation d'amplitude du signal reçu à la fréquence de rotation du réflecteur secondaire. En maintenant l'antenne dirigée vers la cible pour supprimer la modulation d'amplitude du signal on pourra faire une poursuite automatique de celle-ci.

## Inconvénients
Le défaut de cette technique est que la force du signal reçu varie souvent pour des raisons autres que la rotation du lobe. Par exemple, sur une période de quelques dizaines de secondes, le signal peut être considérablement affecté par des changements de direction de la cible, par la pluie, par des nuages, etc. Étant donné que le principe même des radars à balayage conique est basé sur les variations d'amplitude du signal reçu, de telles sources d'erreur obèrent considérablement la précision du système.
Les radars à balayage conique sont également assez faciles à brouiller. Il suffit pour cela d'envoyer vers le radar un signal calé sur sa fréquence et suffisamment puissant pour qu'il soit analysé comme étant le « pic » de l'écho reçu. C'est ainsi qu'une série de courtes rafales de signal, émises au hasard, feront apparaître une série de fausses cibles avec des positions différentes. On peut rendre le brouillage encore plus efficace en synchronisant les signaux parasites avec la vitesse de rotation de l'antenne, mais avec un petit retard, ce qui génère un deuxième « spot » tout à fait semblable au premier si bien que rien ne permet de les distinguer. Ce type de brouillage a été mis au point assez rapidement et pendant la Seconde Guerre mondiale les Britanniques l'ont utilisé contre le radar Würzburg (radar à balayage conique allemand).